# Фоллаут (телесериал)
«Фолла́ут» (англ. Fallout) — американский постапокалиптический телесериал, основанный на одноимённой игровой франшизе, созданной Тимом Кейном и Леонардом Боярским. Главные роли в нём исполнили Элла Пернелл, Аарон Мотен, Кайл Маклахлен, Мойзес Ариас, Кселия Мендес-Джонс и Уолтон Гоггинс. Премьера первого сезона состоялась на стриминговой платформе Prime Video 10 апреля 2024 года. В том же месяце сериал был продлён на второй сезон, премьера которого состоится в декабре 2025 года.
Компания Amazon приобрела права на производство сериала по мотивам серии видеоигр Fallout в 2020 году. Шоураннерами стали Дженива Робертсон-Дуорет и Грэм Вагнер. Первый сезон получил высокие оценки критиков, отметивших актёрскую игру, сценарий, визуальные эффекты, работу художника-постановщика и соответствие первоисточнику.

## Сюжет
События сериала происходят на территории западного побережья США примерно через 219 лет после глобального ядерного конфликта в 2077 году. Используя сеттинг, визуальный дизайн и лор серии компьютерных игр, сюжет сериала, тем не менее, полностью оригинален. Он повествует о приключениях и судьбах трёх главных героев: послушника Братства Стали Максимуса, жительницы Убежища 33 Люси Маклин и гуля, бывшего актёра, Купера Говарда. Их судьба завязана как на события современности, где правит хаос пустошей, так и на глубокие корни происходящего, растущие из мира альтернативной Америки до ядерной катастрофы. Причины событий раскрываются перед зрителем как через флешбеки персонажей (возраст некоторых из них превышает 200 лет), так и через многочисленные отсылки к игровой франшизе.

## В ролях

### Главные роли
- Элла Пернелл — Люси Маклин, выходец из Убежища 33, Лучиана Вандетт — Люси Маклин в детстве
- Уолтон Гоггинс — Гуль / Купер Говард, в 2077 году ветеран войны и актёр вестернов, к моменту основных событий мутировавший в гуля ганфайтер и охотник за головами
- Аарон Мотен — Максимус, сквайр Братства Стали, выдающий себя за рыцаря Братства Стали, Амир Карр — Макс в детстве
- Кайл Маклахлен — Хэнк Маклин, отец Люси и смотритель Убежища 33, в 2077 один из менеджеров Vault-Tec
- Мойзес Ариас — Норм Маклин, брат Люси, житель Убежища 33
- Кселия Мендес-Джонс — Дейн, член Братства Стали и ближайший друг Максимуса

### Роли второго плана
- Сарита Чоудхури — Ли Молдавер, в 2077 году ученая, одна из разработчиков технологии ХЯС, лидер Новой Калифорнийской республики
- Майкл Эмерсон — доктор Сигги Уилзиг из Анклава, похитивший из Vault-Tec технологию ХЯС, вокруг поиска которой построен сюжет первого сезона
- Джонни Пембертон — Таддеус, член Братства Стали, новый послушник Титуса, назначенный братством после мнимой смерти Максимуса, в концовке первого сезона превращается в гуля
- Фрэнсис Тернер — Барб Ховард, жена Купера в 2077 году и один из руководителей Vault-Tec
- Лесли Аггамс — Бетти Пирсон, член управляющего совета Убежища 33, вновь избранная смотрителем, после похищения рейдерами Хэнка Маклина
- Зак Черри — Вуди Томас, член управляющего совета Убежища 33
- Родриго Луцци — Рег Макфи, член управляющего совета Убежища 33
- Дейв Реджистер — Чет, житель Убежища 33, двоюродный брат Люси, влюблённый в неё
- Аннабель О’Хейган — Стефани Харпер, жительница Убежища 33 и ближайшая подруга Люси, была назначена временно исполняющей обязанности смотрителя Убежища 32
- Леер Лири — Дэйви, житель Убежища 33
- Элли Вертес — Роуз Маклин, мать Люси и Норма
- Тиган Мередит — Джени Ховард, дочь Купера в 2077 году

### Гостевые роли
- Майкл Рапапорт — рыцарь Братства стали Титус, послушником которого был назначен Максимус
- Майк Дойл — Боб Спенсер, хозяин вечеринки. на которой Купер Говард играет ковбоя в день начала ядерной войны
- Крис Парнелл — Бен, смотритель Убежища 4
- Шерин Дабис — Берди, житель Убежища 4, рождённый на поверхности
- Дейл Дикки — Ма Джун, сварливая лавочница из поселения Филли
- Мэтти Кардаропл[англ.] — Хьюи
- Майкл Эспер — Бад Аскинс, в 2077 младший исполнительный директор Vault-Tec, робомозг, смотритель Убежища 31

## Эпизоды
| Сезон | Серии | Серии | Даты показа    | Даты показа    |
| ----- | ----- | ----- | -------------- | -------------- |
| 1     | 8     | 8     | 10 апреля 2024 | 10 апреля 2024 |

### Сезон 1 (2024)
| № | Название                 | Режиссёр                  | Автор сценария                       | Дата премьеры  |
| --- | ------------------------ | ------------------------- | ------------------------------------ | -------------- |
| 1 | «Конец» «The End»        | Джонатан Нолан            | Женева Робертсон-Дуорет, Грэм Вагнер | 10 апреля 2024 |
| В 2077 году актер Купер Ховард и его дочь Джени оказываются в эпицентре ядерной атаки на Лос-Анджелес. 219 лет спустя обитательница Убежища 33 Люси Маклин добровольно соглашается на брак с обитателем Убежища 32, которое связано переходами с Убежищами 31 и 33. После свадьбы выясняется, что роль жителей Убежища 32 исполняли рейдеры под предводительством Ли Молдавер. После непродолжительной битвы с жителями Убежища 33, рейдеры забирают с собой смотрителя Убежища 33, отца Люси — Хэнка Маклина. Вопреки правилам, Люси решает тайно подняться на поверхность, чтобы найти своего отца. Тем временем кандидат в члены Братства стали Максимус получает звание оруженосца и присоединяется к рыцарю Титусу в охоте на некоего члена Анклава, за голову которого объявлена награда. В то же самое время несколько охотников за головами находят Купера, погребённого живым на местном кладбище, который под воздействием радиации превратился в Гуля. Освободив Купера они пытаются завербовать его, чтобы найти того же члена Анклава, однако Гуль убивает их всех и отправляется за добычей в одиночку. |                          |                           |                                      |                |
| 2 | «Цель» «The Target»      | Джонатан Нолан            | Женева Робертсон-Дуорет, Грэм Вагнер | 10 апреля 2024 |
| В лечебном учреждении Анклава доктор Сигги Уилзиг похищает таинственную синюю субстанцию, которую вводит себе в шею и после сбегает со своей подопытной собакой СХ404, впоследствии выясняется, что он и есть тот самый разыскиваемый всеми член Анклава. В пустоши он встречает Люси и пытается уговорить её вернуться обратно в убежище. Максимус и Титус приступают к поискам и в одной из пещер на них нападает медведь-мутант, в схватке с которым Титус получает тяжёлое ранение. Максимус, с которым рыцарь обходился очень жестоко, не оказывает ему помощь и он умирает от потери крови, после чего бывший оруженосец забирает себе его силовые доспехи. Люси воссоединяется с Уилзигом в Филли, где он пытается договориться о проходе к Молдавер. В это время на них нападает Гуль, который убивает большую часть защитников города. Между ним и Максимусом, который также приходит в город, завязывается перестрелка, воспользовавшись которой, Люси с Уилзигом сбегают. Раненая CX404 отстаёт, но Гуль находит и исцеляет собаку и использует ее для выслеживания Уилзига. Тяжело раненный Уилзиг, полагая, что он замедлит Люси, глотает цианид и просит её доставить его голову Молдавер в обмен на освобождение её отца. |                          |                           |                                      |                |
| 3 | «Голова» «The Head»      | Джонатан Нолан            | Женева Робертсон-Дуорет, Грэм Вагнер | 10 апреля 2024 |
| В переговорах с Братством Максимус выдаёт себя за Титуса, и Братство отправляет к нему нового оруженосца, бывшего хулигана Таддеуса, полагая, что Максимус мёртв. На Люси нападает мутировавший заглот, который проглатывает голову Уилзига. Идущий по её следу Гуль с CX404 пленяет Люси и используя её в качестве приманки, пытается выманить заглота, при этом теряя препараты, которые поддерживают его здоровье и не дают ему окончательно деградировать. Оставив CX404 у реки, Гуль уходит с пленённой им Люси. Максимус и Таддеус идущие по следу побеждают заглота, завладевают головой и подбирают СХ404. В Убежище 33 Норм просит совет казнить нескольких захваченных рейдеров за убийства, но ему отказывают. В 2077 году Купер становится рекламным лицом Vault-Tec по настоянию своей жены, топ-менеджера компании. |                          |                           |                                      |                |
| 4 | «Гули» «The Ghouls»      | Дэниэл Грэй Лонгино       | Киран Фицджералд                     | 10 апреля 2024 |
| В Убежище 33 Норм начинает что-то подозревать, он и Чет исследуют убежище 32 и обнаруживают, что его обитатели загадочно погибли два года назад и кто-то использовал пип-бой его покойной матери Роуз, чтобы впустить рейдеров внутрь. Гуль встречает своего друга Роджера, также превратившегося в гуля, находящегося на грани одичания. Он убивает Роджера и ест его на глазах у Люси, заставляя её отрезать куски мяса от гуля впрок. Гуль отводит Люси в заброшенный супермаркет и продаёт её банде сборщиков органов в обмен на препараты, однако сделка срывается. Люси, которую вот-вот должны оперировать, удаётся освободиться и освободить других пленных, среди которых есть несколько одичавших гулей, они убивают торговцев органами. Люси, защищаясь впервые, убивает живое существо. Она уходит из супермаркета, но перед этим отдает Гулю, который уже не может двигаться без нужных ему лекарств, препараты, которые ему необходимы. |                          |                           |                                      |                |
| 5 | «Прошлое» «The Past»     | Клэр Килнер               | Карсон Мелл                          | 10 апреля 2024 |
| В порыве откровенности, Максимус открывается Таддеусу, который в ответ реагирует крайне враждебно. В процессе завязавшейся борьбы, Таддеус вынимает ядерный блок силовой брони Максимуса, тем самым обездвижив его, и уходит с головой Уилзига и СХ404. Люси находит Максимуса, и они соглашаются действовать сообща, чтобы вернуть голову. В своих поисках пара натыкается на руины Шэйди Сэндс, некогда процветающего послевоенного города, который был столицей Новой Калифорнийской Республики (НКР) и домом Максимуса. Максимус ранен во время схватки с повстречавшимися им на пути каннибалами. Поиски медикаментов в заброшенном здании Vault-Tec случайно приводят их в Убежище 4. В Убежище 33 президент совета Бетти Пирсон выбирается смотрителем большинством голосов. Норм взламывает центральный компьютер Убежища 32 и обнаруживает, что все смотрители Убежищ 32 и 33, включая его отца, изначально были родом из Убежища 31. Бетти приказывает вновь заселить Убежище 32, как только оно будет очищено от умерших обитателей. |                          |                           |                                      |                |
| 6 | «Ловушка» «The Trap»     | Фредерик Туа              | Кэри Дорнетто                        | 10 апреля 2024 |
| Люси и Максимус встречают Берди, одна из выживших в Шейди Сэндс, и Бен, смотритель Убежища 4. Они объясняют, что Убежище 4 открыло выход на поверхность, приняв множество беженцев из Шэйди Сэндс и окрестностей. В то время, как Максимус медленно привыкает к жизни в убежище, Люси приходит в ужас от эксцентричного культа беженцев и поклонения Молдавер в образе Матери Пламени. Говард просыпается в супермаркете и обнаруживает, что вооруженный отряд арестовал его за разрушение бизнеса торговцев органами. Они приводят Гуля к местному «шерифу», который оказывается старым знакомым Купера, после непродолжительной беседы Гуль с лёгкостью освобождается и убивает всех. Таддеус умирает от полученных в схватке с Максимусом повреждений, однако встреченный им незнакомец даёт ему чудодейственное лекарство от которого он полностью восстанавливается в короткий срок. Убежденная, что Убежище 4 что-то скрывает, Люси отправляется на запретный 12-й уровень. Она видит записи и последствия тайных экспериментов над людьми, прежде чем её ловят и объясняют, что жители Убежища 4 смогли освободиться от власти учёных, проводивших над ними опыты и теперь живут в мире. В довоенный период у Купера возникает конфликт из-за секретности связей Барб с Vault-Tec. Его приглашают на тайную встречу, чтобы обсудить заговор, стоящий за Vault-Tec, которую проводит молодая Молдавер. |                          |                           |                                      |                |
| 7 | «Радио» «The Radio»      | Фредерик Туа, Клэр Килнер | Чаз Хокинз                           | 10 апреля 2024 |
| Обитатели Убежища 4 собираются вместе и приговаривают Люси к изгнанию из убежища. Максимус, находит свою силовую броню и активирует её, забрав ядерный блок убежища. Не разобравшись, в чём заключается наказание для Люси, и, думая, что ей угрожает смертельная опасность, раскидывает жителей убежища уходит вместе с ней. Понимая, что без ядерного блока Убежище 4 обречено на смерть, Люси и Максимус возвращают его жителям убежища. Люси предлагает Максимусу жить с ней в Убежище 33. Таддеус избавляется от CX404 и вступает в контакт с Братством. Люси и Максимус догоняют Таддеуса; который понимает, что превратился в гуля от загадочного лекарства, которое ему дал незнакомец. Понимая, что Братство убьёт его, Таддеус отдает голову Максимусу и сбегает. Люси продолжает свое путешествие в одиночку с настоящей головой, а Максимус остаётся ждать Братство с фальшивой. Норм тайно проникает в Убежище 31. Тем временем, Гуль определяет местонахождение Молдавер, вновь находит CX404, переименовывая её в Псину. В 2077 году молодая Молдавер (тогда её звали мисс Уильямс) рассказывает, что наживающийся на войне конгломерат, стоящий за Vault-Tec, отложил её исследования по холодному термоядерному синтезу, несмотря на то, что они могут дать неограниченное количество энергии и предотвратить войну с Китаем из-за истощающихся нефтяных ресурсов. Она убеждает Говарда, что он не может доверять своей жене и должен записывать все её разговоры с правлением компании. |                          |                           |                                      |                |
| 8 | «Начало» «The Beginning» | Уэйн Йип                  | Гурсимран Сандху                     | 10 апреля 2024 |
| Люси и Норм, независимо друг от друга, узнают правду о войне, в то время как Гуль также вспоминает о довоенных событиях. Купер подслушивает разговор Барб и её коллеги Бада Аскинса и, к своему ужасу, узнаёт, что в планах Vault-Tec — начать ядерную войну для уничтожения конкурентов и получения неограниченной власти. Купер знакомится с юными Бетти Пирсон и Хэнком Маклином. Норм обнаруживает, что в Убежище 31 в криогенном сне пребывают младшие руководители Vault-Tec, за которыми наблюдает Бад, в своём нынешнем состоянии являющийся кибер-мозгом на колёсах. Бад заманивает Норма в ловушку в Убежище 31. Люси встречается с Молдавер, которая рассказывает ей, что её мать, Роуз сбежала из Убежища 33 вместе со своими детьми несколько лет назад. Хэнк выследил её и отдал приказ о ядерной бомбардировке Шэйди Сэндс. Молдавер также показывает Люси Роуз, обратившуюся в дикого гуля. Братство прощает Максимуса, и он присоединяется к битве со сторонниками Молдавер. Люси убеждает Хэнка дать Молдавер код, активирующий её реактор холодного синтеза. Максимус освобождает отца Люси, но вновь нападает на него, узнав о роли Хэнка в уничтожении Шэйди Сэндс. Узнав правду, Люси отрекается от своего отца. Гуль, полагая, что его семья, возможно, всё ещё жива, приглашает Люси отправиться в путешествие с ним и Псиной, чтобы найти лидеров Vault-Tec. Люси из милосердия убивает Роуз и принимает предложение Гуля. Молдавер активирует реактор холодного ядерного синтеза, и вскоре умирает от полученных ран, видя как по всей округе начинает зажигаться электрический свет. Силы Братства думая, что это Максимус убил Молдавер, провозглашают его рыцарем Максимусом. Хэнк улетает на захваченной силовой броне в руины Нью-Вегаса. |                          |                           |                                      |                |

## Производство

### Разработка
В июле 2020 года стало известно, что компания Amazon Studios занимается разработкой телевизионной адаптации серии видеоигр Fallout под руководством Лизы Джой и Джонатана Нолана. В августе 2021 года Джой описала сериал как «эксцентричный, сумасшедший, забавный, приключенческий и умопомрачительный, какого вы ещё не видели».
В январе 2022 года стало известно, что шоураннерами сериала стали Дженива Робертсон-Дуорет и Грэм Вагнер.

### Подбор актёров
В феврале 2022 года на одну из главных ролей в проекте был утверждён Уолтон Гоггинс. В следующем месяце стало известно, что в проекте снимется Элла Пернелл. В июне 2022 года к основному актёрскому составу присоединились Кайл Маклахлен, Кселия Мендес-Джонс и Аарон Мотен. В октябре 2023 года стало известно, что в сериале также снялись Сарита Чоудхури, Майкл Эмерсон, Лесли Аггамс и Зак Черри.

### Съёмки
Стюарт Драйберг и Теодоро Маньячи были утверждены в качестве операторов. Съёмки первого сезона начались 5 июля 2022 года, они прошли в штатах Нью-Йорк, Нью-Джерси и Юта.

### Премьера
Премьера всех восьми эпизодов первого сезона состоялась 10 апреля 2024 года.

## Восприятие
На сайте-агрегаторе рецензий Rotten Tomatoes рейтинг первого сезона составляет 94 % со средней оценкой 8/10 на основании 127 обзоров критиков и обладает «сертификатом свежести». «Консенсус критиков» сформулирован так: «Адаптация, которая ощущается как настоящее продолжение игр, „Фоллаут“ — это постапокалиптическое веселье для новичков и для давних фанатов». На сайте-агрегаторе рецензий Metacritic рейтинг сериала составляет 73 балла на основании 33 обзоров критиков, что соответствует «в целом положительным» отзывам. Критики в целом высоко оценили способность создателей соблюсти баланс между комедией и драмой, что было характерно для последних игр серии, в то же время самым слабым местом сериала в некоторых обзорах назвали сюжет.